# جورج برنارد باتلر
جورج برنارد باتلر (بالإنجليزية: George Bernard Butler)‏ هو رسام أمريكي، ولد في 8 فبراير 1838، وتوفي في 4 مايو 1907 في Croton Falls ‏.